# Вейно (Могилёвская область)
Ве́йно (бел. Ве́йна) — агрогородок в составе Могилёвского района Могилёвской области Беларуси. Административный центр Вейнянского сельсовета.

## География
Ближайшие населённые пункты: Могилёв, Новосёлки, Затишье, Губанов, Смоляков.

## История
Первое упоминание о деревне Вейно относится к XVI веку. Вейно уже в 1604 году являлось центром небольшой административной единицы, которой подчинялись прилегающие деревни. В 1611 году Вейно, как и входящие ныне в её состав Печеры, упоминаются как деревни в составе Могилевской волости в Оршанском повете ВКЛ. В XVIII веке, после присоединения белорусских земель к России, Вейнянское поместье было подарено Екатериной II своему фавориту генерал-поручику Александру Ермакову. В Вейнянском поместье находились: ветряная мельница, винокурня. В 1840 году на винокурне был установлен паровой двигатель мощностью 15 лошадиных сил. В XX веке Вейно уже являлось центром волости. В 1922 году на бывших помещицких землях был создан совхоз «Вейно».
В годы Великой Отечественной войны деревня была полностью разрушена, кроме церкви.
В 2006 году деревня Вейно была преобразована в агрогородок.

## Население
- 1717 человек (2006 год)
- 2138 человек (2014 год)
- 3191 человек (2016 год)

## Инфраструктура
- Вейнянская средняя школа
- Детский сад
- Дом культуры
- Библиотека
- Вейнянская детская школа искусств
- Дом быта
- Беларусбанк
- Почтовое отделение

## Спорт
В 1996—2005 гг. агроторговая фирма «Кадино» являлась спонсором футбольного клуба «Торпедо-Кадино» (Могилёв), который за это время провёл пять сезонов в высшей лиге Чемпионата Беларуси по футболу и пять сезонов в первой. Наивысшим достижением клуба за это время, стало 12-е место в 1998 г. в Высшей лиге белорусского футбола.

## Культура
- Музей ГУО "Вейнянская средняя школа"

## Достопримечательности
- Церковь Покрова Богородицы с фресками в интерьере церкви[5][6][7][8] — памятник архитектуры классицизма, построенный в 1760 году —  Историко-культурная ценность Республики Беларусь, шифр 512Г000488.

Здание храма центрическое в плане близко к квадрату с закругленными углами. В его композиции доминирует сферический купол на круглом световом барабане. Угловые части главного фасада завершены круглыми башнями. У главного входа пристроен большой деревянный тамбур. Внутренний интерьер двухсветовой, разделен четырьмя мощными столбами, которые арками соединяются с пилястрами стен и формируют удлиненное внутреннее пространство. В декоре использованы фресковые росписи в стиле классицизма.
При церкви действовала церковно-приходская школа. В 2002 году церковь обновляется иконами и новой росписью. В Российском Государственном историческом архиве Санкт-Петербурга обнаружили ведомость о Вейнянском церковном приходе конец XIX — начала XX века, где прямо указывается на приход села Вейно и наличие в селе каменного храма, построенного в 1810 году.
После Октябрьской революции 1917 г. церковь продолжала действовать до конца 1920-х гг. С этого времени и до начала Великой Отечественной войны храм был закрыт. В период оккупации церковь открыли и больше она не закрывалась.
В 2008 году за счёт средств бюджета района произведено благоустройство природного источника воды, находящегося на территории православного храма Покрова Пресвятой Богородицы агрогородка Вейно. Освещение целебного источника состоялось в день Покрова Пресвятой Богородицы епископом Могилёвским и Мстиславским Софронием.
Большое количество туристов ежегодно приезжает в Покровскую церковь, чтобы посмотреть на единственные в своем роде иконы, которые никогда не вывозились из храма, а также на старинный иконостас. Интерес вызывает и оригинальный интерьер церкви.

## Галерея

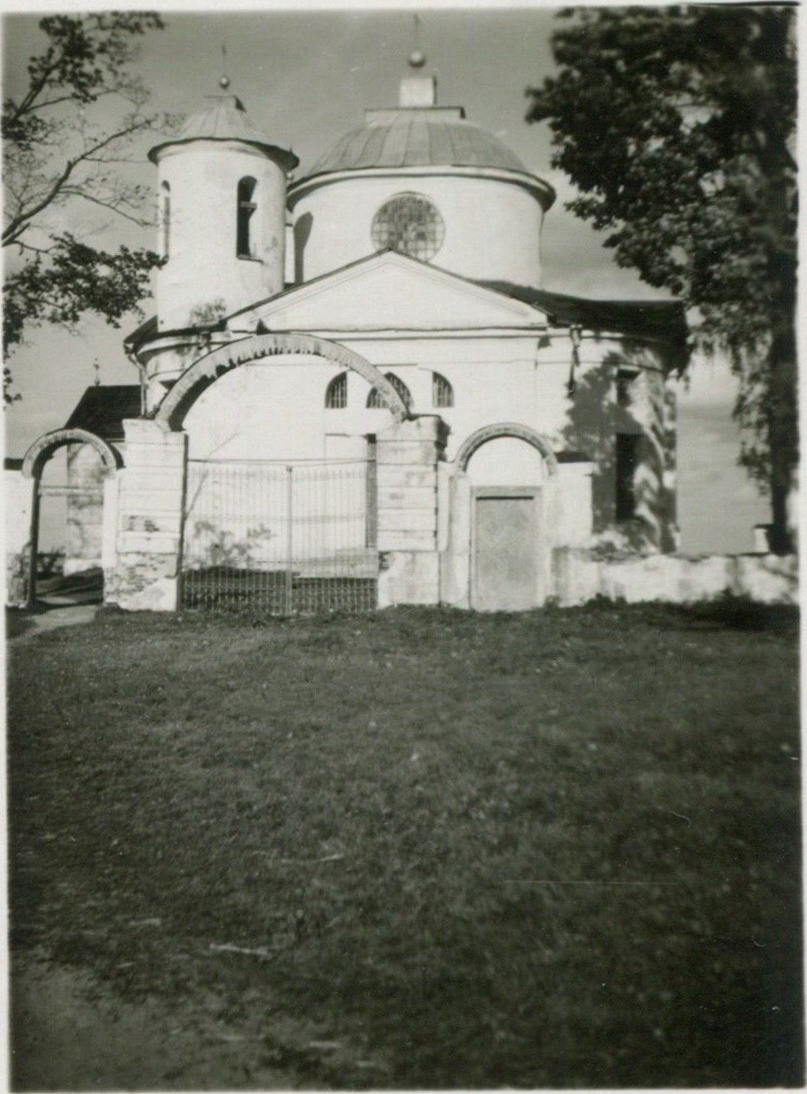
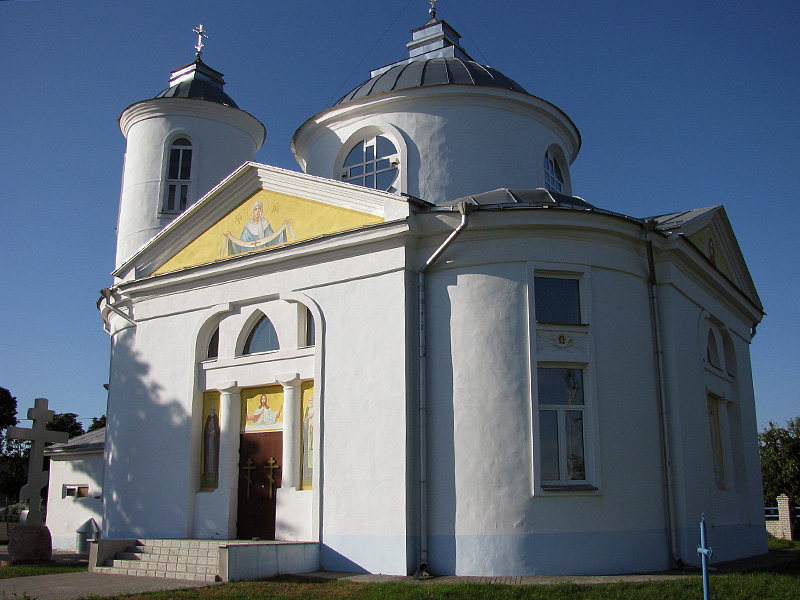
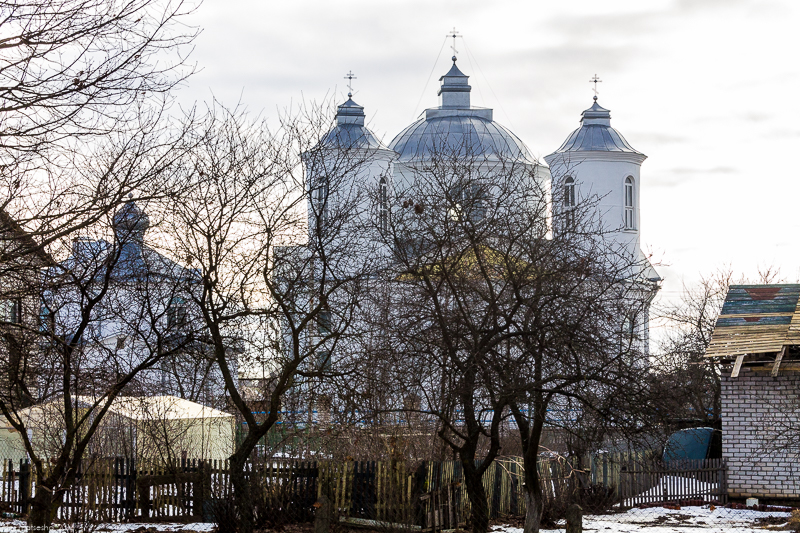
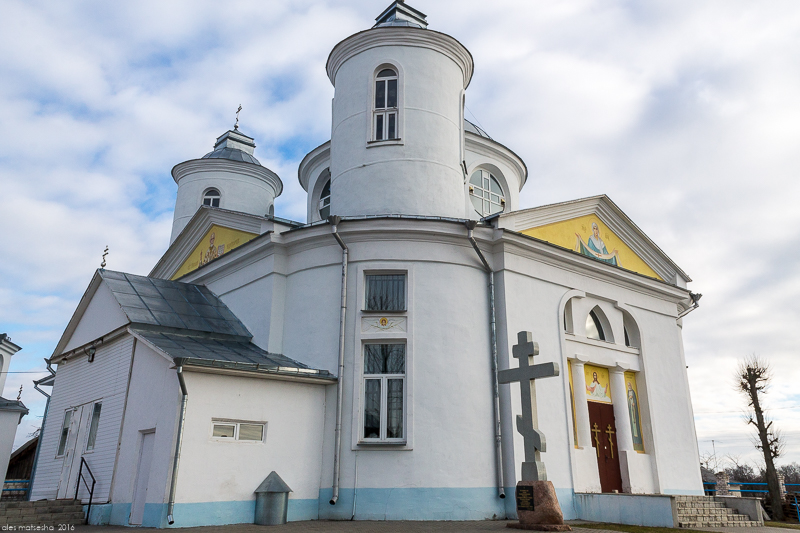
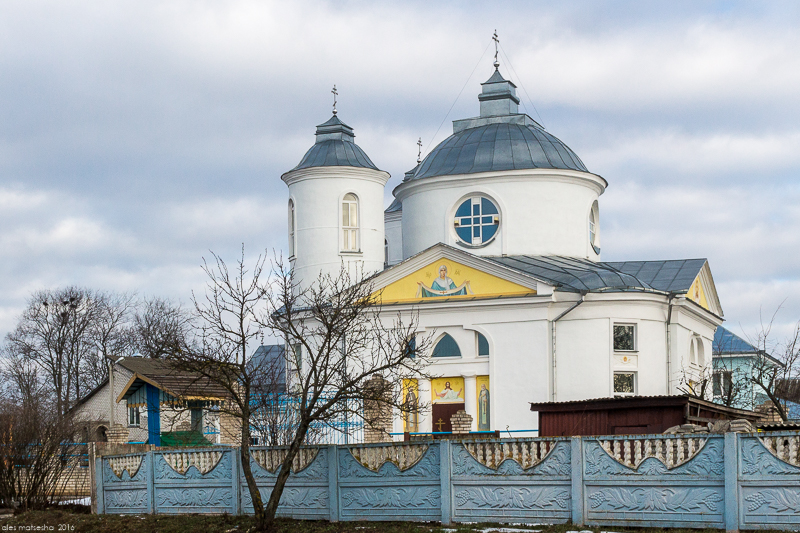